# Sieradowska
 Sieradowska  (390 m n.p.m.) – wzgórze w południowo-wschodniej Polsce, w Górach Świętokrzyskich, w Paśmie Sieradowickim, na terenie Sieradowickiego Parku Krajobrazowego. Na zboczach wzgórza znajduje się Rezerwat przyrody Góra Sieradowska.

## Szlaki turystyczne
Przez zbocze wzgórza przebiega  niebieski szlak turystyczny Wąchock - Cedzyna.